# Sitio Paleontológico Sanga da Alemoa
Sitio Paleontológico Sanga Alemoa se encuentra dentro del área urbana de la ciudad brasileña de Santa María, Río Grande del Sur, y pertenece a la Formación Caturrita y Formación Santa María , Miembro Alemoa. Está situado en el barrio Kilómetro 3, cerca de lo Castelinho. Este sitio dio origen al término Miembro Alemoa y pertenece al geoparque Paleorrota.

## Historia

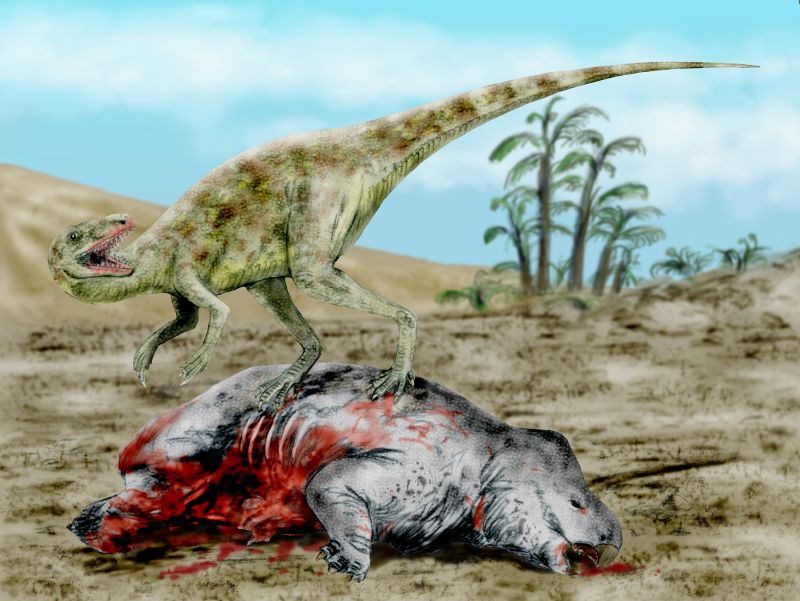
Staurikosaurus.

Históricamente la Sanga Alemoa es uno de los yacimientos paleontológicos más importantes de Brasil. Fue desde este lugar que el Staurikosaurus, el primer dinosaurio de Brasil y uno de los más antiguos encontrados en el mundo. A principios de los investigadores locales recogieron los fósiles que llamaron la atención de los investigadores internacionales que posteriormente visitaron la región. Estos investigadores locales conformadas toda la investigación paleontológica en la región y Brasil. Por todos estos factores y las contribuciones históricas, la Sanga Alemoa es ahora conocido internacionalmente .
El sitio fue descubierto por el profesor y geógrafo Antero de Almeida, en 1901, cuando se descubrió el primer fósil en el sitio y también el primer fósil, la región de Paleorrota.
En 1902, el Dr. Jango Fischer, nacido en Santa María, recogió fósiles en el lugar y fueron remitidos a Arthur Smith Woodward, el eminente paleontólogo en el Museo Británico de Londres. El rincosaurio encontrado, fue bautizado con el nombre de Scaphonyx fischeri, en honor a Jango Fischer.
En mayo de 1906, el ingeniero brasileño Cícero Campos, recogieron los fósiles que fueron enviados a Arthur Smith Woodward.
Entre 1915-1917, el Dr. Guilherme Rau, un alemán que fue a vivir a Santa María, con la ayuda del científico alemán Dr. H. Lotz, y se recoge 200 piezas en el lugar. Este material fue enviado a Von Huene, Alemania. Durante este tiempo, un chico de 14 años, Atílio Munari, que vivía cerca del lugar (Vila Schirmer), se fue a vivir con el científico H. Lotz, quien le enseñó a recoger y preparar los fósiles. Muchas de sus obras se encuentran ahora en Río de Janeiro, Porto Alegre y Santa María.
Llewellyn Ivor Price, nació en Santa María en 1905, y terminó sus estudios en la Universidad de Harvard, Estados Unidos. Volvió a Santa María en 1936, con su colega Theodore E. White. Tanto contactarse Munari que ayudó en sus excavaciones en este sitio. Este año se recogió Staurikosaurus el primer dinosaurio brasileño. Price fue el primer paleontólogo totalmente brasileño y ayudó a definir toda la estructura de la investigación paleontológica en Brasil.
En 1925, el paleontólogo alemán Dr. Bruno von Freyberg, Universidad de Halle-Wittenberg, visitó el lugar . En el mismo año, los doctores G. Florence y Pachecoy de la Comisión geológica y geográfica de São Paulo estaban en su lugar .
En 1927, Guilherme Rau recogió el cinodonte Gomphodontosuchus brasiliensis.
En 1927, llegan a Santa María los geólogos Paulino Franco de Carvalho y Nero Passos. También este año llega lo geólogo Alex Löfgren, que estuvo aquí durante un año y medio con la ayuda de Munari.
En 1928 llega el alemán Friedrich von Huene, acompañado por el Dr. Rudolf Stahlecker. Fueron seis meses recolectando sitio y regresó a Alemania con muchas toneladas de fósiles. Muchos fósiles se recogen en la Universidad de Tubinga, Alemania. Durante este período, se alojaban en la casa de Guilherme Hübner, localizada dentro del sitio.
Cerritosaurus se recogió en 1941 por el jesuita Antonio Binsfeld, el Seminario São José en Santa María.
En los años 40 y 50 varias expediciones organizadas por Llewellyn Ivor Price, del Departamento Nacional de Producción Mineral de Río de Janeiro, región que llega. Price trabajaba en la zona, junto con Edwin Harris Colbert, Carlos de Paula Couto, Mackenzie Gondon, Fausto Luís de Souza Cunha y Theodore E. White. En Santa María, Price se alojaba en el Colegio Centenario.
Entre 1968 y 1973 el Sacerdote Daniel Cargnin recogió varios fósiles en el lugar, que fueron enviados a diversas instituciones de investigación y museos.
En 1999, Max Cardoso Langer y sus colegas recolectaron en el sitio lo dinosaurio Saturnalia tupiniquim.
En homenaje a los investigadores Atílio Munari y Daniel Cargnin, calles cercanas al sitio recibió su nombre.
El cuerpo de Atílio Munari se encuentra en Cementerio de São José, cerca del sitio.

## Turismo Paleontológico
Históricamente este es el sitio más importante del Estado de Río Grande do Sul. En este lugar se encontró el primer fósil del Geoparque Paleorrota y también el Staurikosaurus lo primer dinosaurio brasileño y encontramos una de las más antiguas del planeta. Grandes investigadores pasaron por este sitio y ayudaron a formar la paleontología brasileña.
Santa Maria es considerada una Ciudad Universitaria, ya que hay un gran número de universidades en la ciudad. La ciudad se llama Ciudad Cultura e incluso después de más de un siglo, el lugar está desierto, no hay señales, no hay paneles que cuentan la historia del lugar, y sin duplicación de los animales encontrados allí y hay estatuas de los investigadores. El sitio es conocido internacionalmente por sus grandes contribuciones y se encuentra en el área urbana de la ciudad, cerca de un importante cruce de rutas, con gran manejo de vehículos, e incluso entonces, no es un proyecto para que el lugar en un lugar turístico.

## Bandera

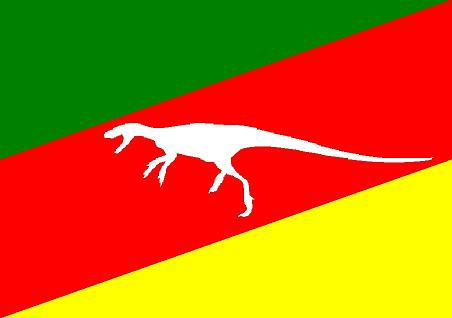
Bandera Paleorrota.

La bandera de lo Geoparque Paleorrota es la bandera de Río Grande del Sur con Staurikosaurus blanco en el centro. Se trata de un homenaje al primer dinosaurio brasileño encontrado por Llewellyn Ivor Price, la ciudad de Santa Maria, en lo Sitio Sanda da Alemoa.

## Los investigadores que han estado en el sitio
- Antero de Almeida, (1901).
- Jango Fischer (1902).
- Guilherme Rau (1915-1917)
- Friedrich von Huene (1928).
- Rudolf Stahlecker (1928).
- Atílio Munari
- Llewellyn Ivor Price
- Edwin Harris Colbert
- Daniel Cargnin (1968-1973).
- Carlos de Paula Couto
- H. Lotz
- Theodore E. White
- Bruno von Freyberg
- Paulino Franco de Carvalho
- Nero Passos
- Alex Löfgren
- Antonio Binsfeld
- Mackenzie Gondon
- Fausto Luís de Souza Cunha
- Cícero Campos

## Los animales que se encuentran en el sitio
- Staurikosaurus
- Rincosaurio (Scaphonyx fischeri).
- Gomphodontosuchus brasiliensis
- Cerritosaurus
- Saturnalia tupiniquim